# Ray Meagher
Ray Meagher (Roma, 4 juli 1944) is een Australisch acteur die Alfred Stewart speelt in de serie Home and Away. Sinds april 2008, na het vertrek van Kate Ritchie uit de serie, is hij de langst meedraaiende acteur uit Home and Away.  Ook staat hij in het Guinness Book of Records in de categorie "Acteur die het langst een continue rol heeft in een Australische serie".  Tot 2008 deelde hij deze plaats met Kate Ritchie (Sally Fletcher in Home and Away).
Nadat hij zijn school verliet, begon hij met rugby en speelde hij voor Queensland in meerdere wedstrijden. Soms wordt zijn naam verkeerd uitgesproken als 'Meegar'.

## Filmografie
- Library of Congress Control Number: no2012047334
- Virtual International Authority File: 246335486
- WorldCat: E39PBJkD6JJCVyytWjd8m7tYfq